# Тюрбе
Тюрбето (от турски: türbe, „гробница“), срещано и като тюлбе, е малък мавзолей, характерен главно за османската архитектура.
В тюрбета са погребвани султани, влиятелни държавници и духовни лица и други видни личности. Архитектурният им стил произлиза от ирански образци на подобни гробници, като, подобно на тях, някои ранни тюрбета са строени на два или повече етажа. В класическата си форма османските тюрбета са едноетажни и наподобяват по форма турските номадски шатри.
Тюрбетата обикновено са малки сгради, най-често шестоъгълни или осмоъгълни, но също седмоъгълни, четириъгълни и с други форми. Те включват основно помещение, покрито с купол. В него се разполага каменен или дървен саркофаг (понякога повече), който почти винаги е символичен, като тялото е погребано под нивото на пода. В някои случаи при главата на гроба се поставя нисък дървен или каменен стълб с истинска или скулптурна чалма или шапка. Вътрешността на тюрбетата често е украсена с разноцветна керамика или стенописи, а отвън обикновено зидарията е оставена открита.
Сунитските тюрбета най-често се намират в двора на джамия или друга обществена сграда, в много случаи финансирана от починалия, като самото тюрбе е затворено за посетители. При алевиите тюрбетата обикновено са разположени извън селищата или в техните покрайнини, като в тях се провеждат религиозни церемонии, а около тях – събори на определени празници. Често при суфитите са в теке (монашеска обител). Саркофагът при сунитите се покрива с богато украсено тъкано покривало, а при алевиите – с разноцветни кърпи и дрехи, донасяни от поклонниците като дарове.
Сред известните са тюрбетата на Сюлейман I и съпругата му Хюрем султан и архитекта Синан в Истанбул, на Джалаладин Руми в Кония, на Осман I, Мурад II и Мехмед I в Бурса, на Гюл баба в Будапеща. Най-известното алевийско тюрбе в България е в Демир баба теке край село Свещари, следвано от тюрбето от 1527 г. в дервишкото теке Акязълъ баба в с. Оброчище.